# 390 Fifth Avenue
390 Fifth Avenue, también conocido como Gorham Building, es un edificio estilo palazzo neorrenacentista italiano en la Quinta Avenida y West 36th Street de Manhattan en Nueva York (Estados Unidos). Fue diseñado por McKim, Mead & White, con Stanford White como el socio a cargo, y construido en 1904–1906. Debe su nombre a Gorham Manufacturing Company, un importante fabricante de plata esterlina y chapado en plata, y fue el sucesor del antiguo edificio Gorham Manufacturing Company en 889 Broadway. Tien ornamentación de bronce y una cornisa de cobre.
390 Fifth Avenue fue ocupada por Gorham Manufacturing Company entre 1905 y 1923. Posteriormente, fue la sede de los grandes almacenes Russeks de 1924 a 1959; y luego, a partir de 1960, lo fue de Spear Securities, que cambió la fachada del nivel de la calle. Fue designado un hito de la ciudad de Nueva York en 1998, después de que los pisos inferiores se modificaran significativamente con respecto a su diseño original.

## Diseño

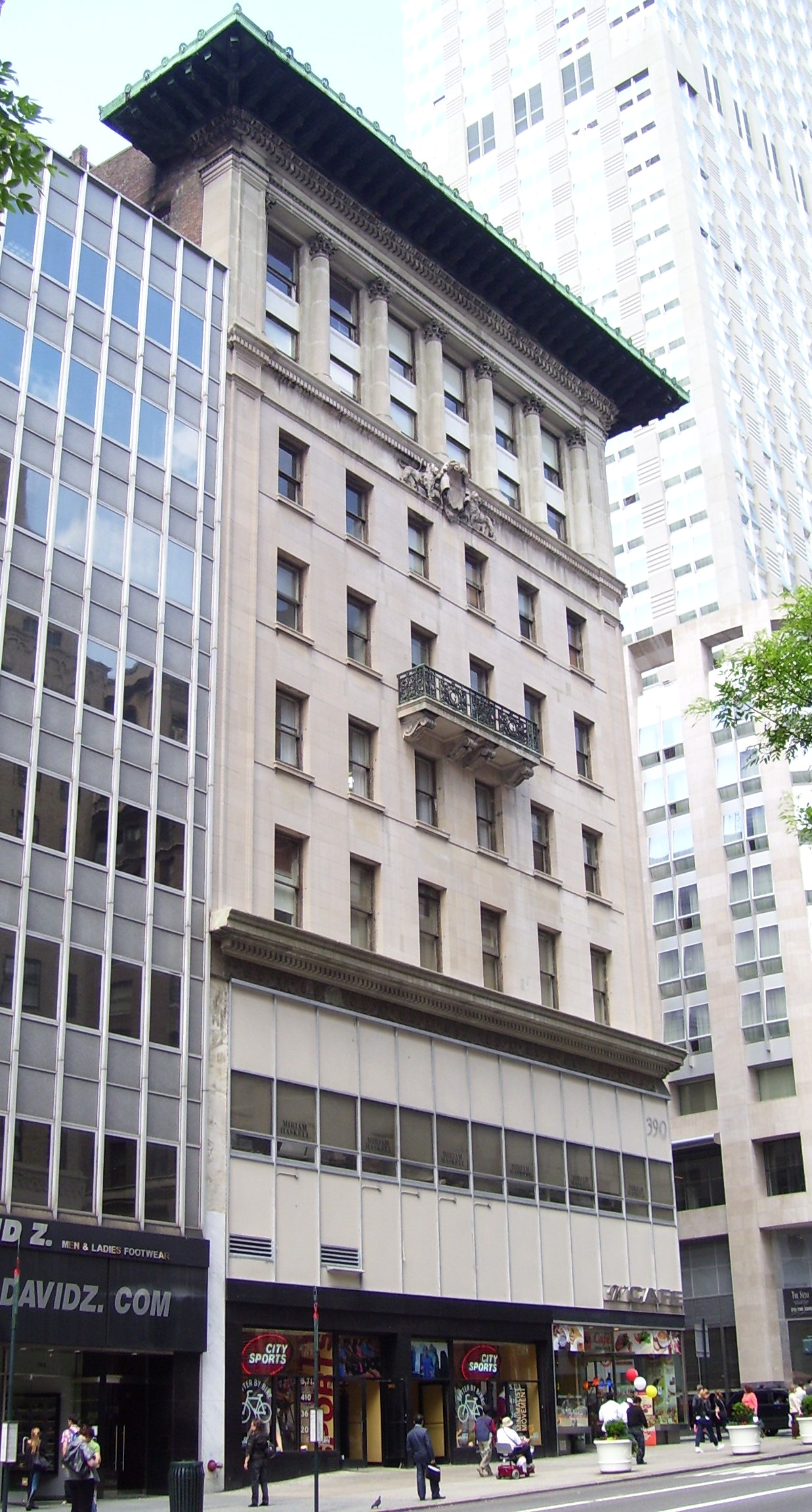
Alzado sur

390 Fifth Avenue se encuentra en el vecindario South Midtown de Manhattan en Nueva York, en la esquina suroeste de Fifth Avenue y 36th Street. El terreno tiene una forma levemente de "L" y cubre 1168 m². El edificio principal mide 20,4 m en la Quinta Avenida y 50,9 m largo de la calle 36. Un anexo, de unos 3,7 m d ancho con fachada similar a la construcción original, se encuentra al oeste del edificio principal.
390 Fifth Avenue es un edificio de ocho pisos diseñado por McKim, Mead & White en un estilo neorrenacentista italiano temprano, con una fachada de granito y piedra caliza blanca. En sus notas, Stanford White dijo que quería que el diseño tuviera "elegancia y simplicidad tanto en el exterior como en el interior".
Cuando se erigió el edificio, Gorham suministró la ornamentación de bronce para la fachada en los pisos superiores, los balcones del quinto piso y el nivel del suelo, fabricados según los diseños de White. La ornamentación representó el diez por ciento del costo de construcción de 1,25 millones de dólares del edificio.

### Fachada
A lo largo de la Quinta Avenida y la Calle 36 (ubicadas respectivamente al este y al norte), la fachada se compone de tres segmentos horizontales: la base en los dos pisos más bajos; los cuatro pisos del medio; y la sección del ático en forma de logia en los dos pisos más altos. Las secciones de la fachada están divididas por tres conjuntos de hileras de cuerdas. Las fachadas al sur y al oeste, que dan a otros edificios, son de ladrillo.
La totalidad de la base tenía originalmente una arcada de arcos que la recorría. Los arcos estaban sostenidos a nivel del suelo por columnas jónicas. Había una cornisa de 2,4 m sobre la arcada. Los bajorrelieves, eliminados en 1936, estaban en las enjutas de la parte superior de la arcada. Había tres arcos en el lado de la Quinta Avenida y siete arcos en el lado de la Calle 36. La mayor parte del arco más al este de la calle 36, y todos los arcos de la Quinta Avenida, fueron reemplazados por un escaparate compuesto por una rejilla de aluminio y vidrio. Los arcos restantes en la calle 36 se conservaron, con la entrada principal al edificio ubicada dentro del arco más occidental. Cada uno de los arcos en la base correspondían a dos ventanas verticales de los tramos en las plantas superiores. Hay seis tramos en los pisos superiores de la fachada de la Quinta Avenida y 14 de tales tramos en la fachada de la calle 36.
Se instaló un cartucho con leones en la parte superior del cuarto piso. En el lado de la Quinta Avenida, hay un balcón que abarca los dos tramos centrales en el quinto piso, y en la fachada de la calle 36, otro balcón se extiende por los cuatro tramos centrales en el quinto piso. En la fachada de estilo logia de los dos pisos superiores, cada tramo está separado por una columna corintia. Un entablamento se encuentra en la parte superior de la logia, envolviendo ambos lados. En la cornisa sobre el sexto piso de la fachada de la Quinta Avenida, hay un friso, con un cartucho en el centro flanqueado por un par de leones. El cartucho de la Quinta Avenida contiene la inscripción " ANNO D. MCMIIII", que representa 1904, año en que se inició la construcción del edificio. Un friso simple corre sobre el sexto piso de la fachada de la calle 36. La cornisa de cobre en la parte superior del edificio, una vez policromada y dorada, se ha corroído a un color verde..
El anexo de la calle 36 tiene la misma altura que el edificio original. La base está compuesta por un escaparate, rematado por tres juegos de ventanas de guillotina, correspondientes a la altura de la base en el edificio original. Las historias restantes se componen de seis pares de ventanas, una en cada nivel. La galería a nivel del suelo y la logia del ático no se extienden hasta este anexo. La parte superior de la fachada contiene un parapeto debajo de la cornisa original.

### Interior
El interior estaba sostenido por arcos de teja de Guastavino, con una estructura de acero en el interior. La protección contra incendios consistió en arcilla refractaria, mampostería y cemento Portland.
En el interior, cada piso tenía una función diferente. El primer piso, utilizado como sala de exposición de orfebrería y platería, tenía arcos anchos y poco profundos que contenían relieves ornamentales. Los diseños personalizados se mostraron en el segundo piso, mientras que los objetos de bronce y la mercancía eclesiástica y hotelera se ubicaron en el tercer piso. La mercadería al por mayor se vendió en el cuarto piso. Los otros pisos se utilizaron para funciones administrativas, así como para pulido, papelería y grabado.

## Historia

### Reubicación de Broadway
En 1884, Gorham Manufacturing Company abrió su sala de exposiciones de la ciudad de Nueva York en 889 Broadway, en 19th Street en el distrito histórico Ladies 'Mile. En la primera década del siglo XX, se abrieron fábricas y lofts en el área alrededor de 889 Broadway. Además, las tiendas de Ladies 'Mile comenzaron a moverse más al norte hacia un espacio más grande. El desarrollo se centró en la Quinta Avenida al norte de la calle 34, donde los nuevos edificios de tiendas departamentales estaban reemplazando rápidamente las casas de piedra rojiza de la calle.
Gorham Manufacturing Company fue una de las primeras empresas en considerar mudarse a la zona residencial. En 1903, su presidente Edward Holbrook arrendó el futuro sitio de 390 Fifth Avenue, en la esquina suroeste con 36th Street. En ese momento, gran parte de la tierra era propiedad de John Jacob Astor IV. Holbrook contrató a McKim, Mead & White para el diseño del edificio, con Stanford White como director. Holbrook solicitó que el edificio de la Quinta Avenida sea a prueba de fuego y que su diseño pueda adaptarse a las "necesidades de una gran empresa comercial". Debido a que el edificio no estaba destinado a albergar a ningún otro inquilino, 390 Fifth Avenue fue diseñado completamente según las especificaciones de Gorham Manufacturing Company. La protección contra incendios se consideró especialmente importante debido al valor de la mercancía de Gorham; cuando se inauguró, una revista estimó que, si bien el edificio valía 1,25 millones de dólares (equivalentes a unos 36 millones de dólares en 2020 ), su mercancía valía el doble.
390 Fifth Avenue abrió sus puertas el 5 de septiembre de 1905. La inauguración tuvo lugar "a los pocos días" de la del cercano Tiffany and Company Building. Gorham cerró su tienda de Broadway al año siguiente.

### Uso posterior
En 1923, Gorham se mudó a la zona residencial y vendió tanto el edificio como el arrendamiento de la tierra. El comprador fue Martic Realty Company, que representaba a los grandes almacenes para mujeres Russeks. Antes de mudarse a la propiedad, Russeks hizo cambios importantes, que incluyeron agregar pisos de concreto reforzado, así como un nuevo escaparate y expandir una sección de cuatro pisos del edificio en la calle 36 a ocho pisos. Russeks se mudó a 390 Fifth Avenue en 1924. Otro anexo fue agregado a la porción suroeste del edificio en 1936, dentro del interior del bloque. Al año siguiente, Empire Trust Company adquirió 390 Fifth Avenue y la vecina 384 Fifth Avenue en una subasta de ejecución hipotecaria. Los dos edificios se vincularon internamente y la fachada del número 384 se reconstruyó con una base de piedra caliza y vitrinas en la planta baja.
Spear Securities se hizo cargo del arrendamiento del terreno en 1949. Russeks continuó ocupando el edificio hasta 1959, cuando la compañía anunció el cierre de su tienda en la Quinta Avenida después de cinco años de pérdidas. Luego, el edificio se vendió a Spear Securities, y el espacio fue alquilado por tres fabricantes de ropa para hombres y niños, así como por la empresa de camisas F. Jacobson & Sons. Posteriormente, 390 Fifth Avenue fue remodelado ampliamente. La columnata del edificio y las láminas de mármol tallado se quitaron como parte de la renovación, y se instaló una fachada de vidrio a lo largo de los pisos inferiores. Herbert Tannenbaum, el arquitecto a cargo de la renovación, dijo más tarde que había querido salvar el mármol tallado y la columnata.
Tanto el edificio como su arrendamiento fueron transferidos a Jacques Schwalbe en 1970. El edificio y su arrendamiento fueron entregados a 390 Fifth LLC, una compañía de responsabilidad limitada afiliada a la familia Schwalbe, en 1996. Casi al mismo tiempo, se realizaron cambios en la fachada de la tienda. En diciembre de 1998, el edificio fue designado como un hito oficial de la ciudad por la Comisión de Preservación de Monumentos de la Ciudad de Nueva York. En 2000, el propietario estaba recreando la fachada original de White con pintura.

## Recepción de la crítica
En sus primeros años, 390 Fifth Avenue fue elogiado por su diseño. Augustin-Adolphe Rey, un crítico de arquitectura francés, se refirió a 390 Fifth Avenue como "el edificio comercial más hermoso del mundo" en 1904. Tres años más tarde, Architectural Record calificó el edificio como "una sorpresa y una alegría", y que "en comparación con el Edificio Gorham, el Edificio Tiffany es frívolo". Un crítico en 1912 dijo que después de la construcción de los edificios de Tiffany & Co, Gorham y Knickerbocker Trust Company, "el estándar de excelencia en arquitectura comercial se elevó a un nivel previamente desconocido".
Algunos de los elogios del edificio se referían al papel de Stanford White en su diseño. en 1908, un crítico de New York Architect dijo que 390 Fifth Avenue estaba entre los "mejores diseños [...] de McKim, Mead & White para un edificio comercial, tanto desde un punto de vista monumental como práctico". Otro escritor se refirió al edificio como "el mejor trabajo" de White, así como "quizás el edificio de tiendas más hermoso [de Estados Unidos]".